# Тахион

Поскольку тахион движется быстрее света — увидеть его приближение невозможно. Но когда он пройдёт точку, ближайшую к наблюдателю, тот увидит появляющийся объект, разделяющийся на две части, которые движутся в противоположных направлениях.
На рисунке тахион движется справа налево. Чёрная линия — это ударная волна черенковского излучения, показанная в момент времени, где тахион находится ближе всего к наблюдателю.
Этот эффект двойного изображения наиболее заметен для наблюдателя, расположенного как можно ближе к траектории сверхсветового объекта. Правая синеватая форма — это иллюзия, образованная синим доплеровским сдвинутым светом, идущим на наблюдателя, который расположен на вершине угла чёрных черенковских линий от тахиона по мере его приближения. Левая красноватая иллюзия формируется из красного смещённого света, который остаётся от тахиона уже после прохождения наблюдателя.

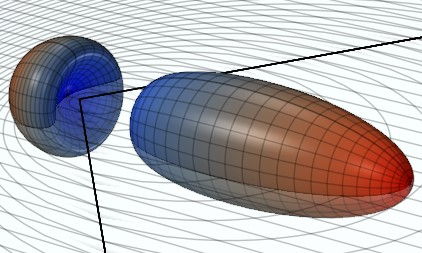
Тахион.

Тахио́н (от греч. ταχύς, «быстрый») либо дромотро́н (от греч. δρόμος, «бег») — гипотетическая частица с массой, равной комплексному числу , движущаяся со скоростью, превышающей скорость света в вакууме, в противоположность обычным частицам, называемым в теоретических работах по тахионам тардионами, движущимся всегда медленнее света, способным покоиться, и люксонам (например, фотону), движущимся всегда только со скоростью света.
Тахионы способны излучаться, поглощаться и переносить энергию.
Гипотетические поля, соответствующие описанной частице, называются тахионными полями. Обычно в качестве таковых рассматриваются поля, подчиняющиеся уравнению Клейна — Гордона (или Дирака, Янга — Миллса и т. п.) с противоположным знаком у массового члена (то есть с отрицательным квадратом массы; иногда, как в случае уравнения Дирака, где параметр массы входит в первой степени, его приходится делать мнимым — или матричным и т. п. — явно). Интересно заметить, что подобные поля достаточно легко реализуются в том числе в простых механических моделях, а также могут встречаться при описании неустойчивых сред в физике твердого тела.
Если тахионы вообще существуют, то могут существовать различные их типы, различающиеся массами и другими свойствами. При научном употреблении термина под тахионами (или тахионными полями) подразумеваются в принципе лоренц-инвариантные объекты, то есть объекты, не нарушающие принцип относительности.

## История
Элементарные частицы, чья скорость превышает скорость света в вакууме, были впервые рассмотрены Зоммерфельдом в 1904 г. Математический аппарат для описания их поведения был детально разработан Вигнером в 1939 г..
Долгое время считалось, что концепцию тахионов предложили в 1962 году учёные Сударшан, Олекса-Мирон Биланюк, Виджай Дешпанд (Vijay Deshpande), и Джеральд Фейнберг. Последнему принадлежит и сам термин.
Также данная концепция рассматривалась в 1923 году советским учёным Львом Яковлевичем Штрумом. Именно Лев Яковлевич Штрум разработал данную концепцию гипотетических частиц, имеющих сверхсветовую скорость, не используя, конечно, придуманный позже термин «тахион». Идея о существовании тахионов на макроскопических масштабах была высказана Терлецким в 1960 г..

## Базовые понятия

### Частица с мнимой массой
Простейший способ формального введения тахиона в рамках специальной теории относительности состоит в том, чтобы задать в формулах для энергии и импульса
{\displaystyle E={\frac {mc^{2}}{\sqrt {1-{\frac {v^{2}}{c^{2}}}}}}}
{\displaystyle {\vec {p}}={\frac {m{\vec {v}}}{\sqrt {1-{\frac {v^{2}}{c^{2}}}}}}}
массу {\displaystyle m} — не действительным, как обычно, а чисто мнимым числом.
Тогда, полагая, что энергия и импульс должны быть действительными, приходим к необходимости {\displaystyle \ v>c}, то есть получаем тахион — частицу, скорость которой не может быть меньше скорости света. При замедлении такой частицы энергия увеличивается, причем при замедлении до скорости света — увеличивается бесконечно, то есть очевидно, затратив конечную энергию, тахион нельзя затормозить до скорости света (как обычную массивную частицу нельзя до неё разогнать).
Для тахионов, так же как и для тардионов, в рамках СТО соотношение энергии и импульса будет следующим:
{\displaystyle \ E^{2}=p^{2}c^{2}+m^{2}c^{4}}

### Тахионные поля
Простейший способ описания (конструирования) тахионного поля в терминах полевых уравнений — использование уравнений, аналогичных уравнению Клейна — Гордона, для скалярного или векторного тахиона
{\displaystyle \partial _{x}^{2}\psi +\partial _{y}^{2}\psi +\partial _{z}^{2}\psi -{1 \over c^{2}}\partial _{t}^{2}\psi -{m^{2}c^{2} \over \hbar ^{2}}\psi =0},
или уравнению Дирака — для спинорного:
{\displaystyle \left(mc^{2}\alpha _{0}+c\sum _{j=1}^{3}\alpha _{j}p_{j}\right)\psi =i\hbar {\frac {\partial \psi }{\partial t}}},
и тому подобные обобщения, только с противоположным знаком массового члена {\displaystyle (m^{2}<0)} в первом случае, и явном использовании мнимого {\displaystyle m} во втором (то есть в обоих случаях опять можно использовать мнимую массу; вообще же говоря, масса может быть не обязательно просто мнимым числом, но и каким-то другим объектом, например, матрицей, лишь бы её квадрат был отрицательным).
Иными словами, обозначив мнимую массу {\displaystyle m=i\ \mu }, где {\displaystyle \mu } — действительное число, можно записать для случая тахионных полей уравнения Клейна — Гордона — Фока и Дирака так:
{\displaystyle \partial _{x}^{2}\psi +\partial _{y}^{2}\psi +\partial _{z}^{2}\psi -{1 \over c^{2}}\partial _{t}^{2}\psi +{\mu ^{2}c^{2} \over \hbar ^{2}}\psi =0},
{\displaystyle \left(i\mu c^{2}\alpha _{0}+c\sum _{j=1}^{3}\alpha _{j}p_{j}\right)\psi =i\hbar {\frac {\partial \psi }{\partial t}}}.
Подставив бегущую волну {\displaystyle \psi =\mathrm {const} \cdot \exp(i(kx-\omega t))} в любое из этих уравнений, получим такое соотношение для {\displaystyle k} и {\displaystyle \omega } (для простоты можно проделать это в одномерном варианте), что групповая скорость {\displaystyle v_{gr}=d\omega /dk} окажется большей, чем {\displaystyle c}.

### Тахион и тахионное поле
При кажущейся синонимичности понятий тахиона и тахионного поля (как это бывает с обычными полями и обычными частицами в квантовой теории поля), следует иметь в виду, что здесь могут иметь место некоторые терминологические и содержательные особенности.
Хотя по определению тахионным полем можно считать поле, групповая скорость волн которого больше скорости света, тем не менее, не все типы возбуждений тахионного поля распространяются со столь большой скоростью. Так, например, передние фронты ограниченных в пространстве волновых пакетов тахионного поля, насколько известно (из расчётов и экспериментов с формальными аналогами), практически во всех исследованных случаях распространяются не быстрее, чем со скоростью с (а именно только такие волновые пакеты пригодны для того, чтобы быть сигналами при передаче информации).
С другой стороны, тахион как частица — результат квантования тахионного поля. Такое квантование прежде всего представляет проблему само по себе, так как содержит неустойчивый сектор (длинноволновый). Казалось бы, можно ограничиться только достаточно коротковолновым сектором, в котором этой проблемы нет. Однако, так ограничивая спектр, мы оказываемся ограничены случаем плохо локализованных волновых пакетов (то есть бесконечно протяжённых возбуждений), которые в принципе нельзя, например, излучить за конечное время в конечной области пространства. Если же мы хотим исследовать волновые пакеты конечного пространственного размера, мы должны использовать весь спектр (включая и сектор неустойчивости или мнимой энергии).
В этом видится серьёзное содержательное расхождение между понятием тахионного поля и тахиона как частицы. В частности, если совсем игнорировать тахионное поле и рассматривать тахион как чисто классическую (не квантовую) частицу (материальную точку), соотношение между энергией и импульсом каковой описано выше, то действительно можно столкнуться с парадоксом причинности, описанным ниже, а путь, на котором проблема могла бы быть решена, остаётся тогда неясным (впрочем, принципиально чисто классическая частица в современной физике в любом случае была бы предметом очень больших сомнений).

### Механическая модель
Простой и достаточно наглядной механической моделью скалярного тахионного поля (на одномерном пространстве) может служить натянутая струна (нить), лежащая без трения сверху вдоль горизонтального цилиндра.
Одним из ценных свойств такой модели является интуитивная очевидность некоторых фактов, прежде всего того факта, что концепция внутренне непротиворечива и в принципе реализуема, а в данном случае и того важного факта, что тахионное поле, по крайней мере в варианте этой модели, в принципе не может нарушить принцип причинности (а лоренц-инвариантность прямо следует из уравнения движения), а это значит, что в принципе возможны тахионные поля, не нарушающие принципа причинности. Также из неё довольно очевидно, что для принципиальной невозможности взаимодействия тахионного поля с нетахионными полями нет достаточных оснований. Единственной очевидной проблемой остаётся проблема неустойчивости. Также эта модель, по-видимому, не даёт радикального интуитивного ответа на вопрос о возможности и условиях распространения тахионной волны быстрее света (хотя эта модель может быть полезна и для исследования двух последних вопросов, однако тут она не приносит в сущности чего-то нового по сравнению с обычным исследованием решений исходного уравнения).

### Аналогии
Формальными аналогами фундаментальных тахионных полей являются, среди прочего, различные типы возбуждений в твёрдом теле (или других средах).
Один из интересных вопросов при изучении таких возбуждений, как и в случае гипотетических фундаментальных тахионов, может ли такое возмущение распространяться быстрее, чем свет в вакууме (см. ссылку об оптических тахионах). Последние исследовались с особенной тщательностью, и, насколько известно, хотя движение максимума огибающей волнового пакета быстрее света в вакууме в таких случаях действительно может наблюдаться, однако с помощью него не может передаваться быстрее света в вакууме какая-либо информация; в частности, передний фронт такого волнового пакета, какой бы ни была его форма, по сообщениям исследователей, никогда не распространяется быстрее, чем c.
Ясно, что наряду с теоретическими расчётами, использование аналогии с такими вполне наблюдаемыми реально уже сейчас системами достаточно полезно для теоретического исследования гипотетических фундаментальных тахионов.

## Трудности
Тахионы (как фундаментальные частицы, а не аналоги в твёрдом теле, упомянутые выше) до сих пор экспериментально не обнаружены. При этом существует несколько вопросов, которые могут до некоторой степени поставить под сомнение если не саму теоретическую возможность существования тахионов, то некоторые из представлений, возникающих при первом взгляде.

### Проблема нарушения причинности, неустойчивость, действительно ли тахион так быстро движется
Одна из основных проблем, связанных с тахионами — нарушение причинности, появляющееся при наивном рассмотрении, когда тахион уподобляется обычному «шарику», движущемуся быстрее света, который наблюдатель может по своему желанию испускать, передавая с ним быстрее света энергию и информацию (направленные сигналы).
Вторая проблема — свойство нестабильности тахионных полей и сверхплотных тел. Необычный знак массового члена приводит к неограниченному экспоненциальному росту мод тахионного поля с небольшими пространственными частотами, что приводит к хаосу или к ситуации, маскирующей ожидаемые эффекты (например, распространение волновых пакетов), что, с другой стороны, может способствовать устранению проблемы нарушения причинности.
Часто утверждалось, что тахионы вообще не могут передавать информацию, иначе их наличие противоречило бы принципу причинности (выполнение принципа относительности — лоренц-инвариантность подразумевается), от которого современная физика пока не готова отказываться, хотя он и не является абсолютно обязательным (ни одна теория не содержит его в качестве постулата). Предпринимались попытки по-разному обосновать невозможность передачи информации тахионами, например, принципиальной нелокализуемостью тахиона либо невозможностью отличить его воздействие, вызванное намеренно возбуждённой волной, от его спонтанной случайной флуктуации, связанной с его неустойчивостью. Однако требование, чтобы тахионное поле вообще не могло передавать информацию, слишком сильно; на самом деле, для этого следует потребовать лишь невозможность передавать информацию быстрее света. Возможно и ожидаемо, что у тахионного поля могут существовать как типы возбуждений, двигающиеся быстрее света (которые не могут переносить с собой информацию), так и двигающиеся не быстрее света (которые могут переносить с собой информацию).
Третья трудность проявляется при более внимательном взгляде. Действительно, те типы тахионных полей, которые описываются локальным дифференциальным уравнением, вряд ли способны нарушить принцип причинности. Лоренц-инвариантность же тоже очевидна из вида уравнений. Остаётся вопрос: действительно ли такое тахионное поле может распространяться быстрее света. Ответ отрицательный (для таких «обычных» тахионных полей, которые уже теоретически исследованы). Нередко оказывается (при более аккуратном и детальном анализе), что формально вычисленная групповая скорость не совпадает со скоростью переноса энергии и информации волной. То есть хотя скорость движения максимума огибающей волнового пакета и может для таких полей превышать скорость света, однако в этом случае речь не идёт о действительно хорошо локализованном волновом пакете; если же речь идёт о волновом пакете, действительно излучённом за конечное время (когда его генерация начинается не раньше строго определённого момента времени t0) и на конечном пространстве (генерирующая «антенна» занимает в пространстве место не правее, чем определённое конечное x0), то распространение переднего фронта такого пакета вправо от x0 происходит не быстрее, чем скорость света.
Таким образом, в современной физике как трудности, связанные с гипотетическими тахионными полями, так и возможные преимущества их использования уже не выглядят связанными с возможностью нарушения причинности или передачи информации быстрее света (по крайней мере, если речь идёт о таких их разновидностях, которые можно построить по обычным рецептам современной физики и которые теоретически исследованы).
Более того, практически все поля, у которых происходит спонтанное нарушение симметрии (а такие поля встречаются в современной теоретической физике достаточно часто), являются в некотором смысле тахионными, хотя и отличаются от простейшего тахионного поля в чистом виде.

### Случай компактного пространства
В ряде ситуаций при исследовании вопроса о том, приводит ли распространение информации и энергии со скоростью, большей c, к нарушению принципа причинности, обычные рассуждения требуют по меньшей мере заметной модификации. Прежде всего, это случай компактного пространства (простейший одномерный пример такого пространства — окружность; на ней можно рассмотреть тахионные поля или частицы-тахионы). Особенность такого пространства состоит в том, что на нём вовсе не эквивалентны (глобально) все лоренцевы (инерциальные) системы отсчёта; напротив, существует только одна выделенная система отсчёта, для которой пространственно-временные координаты однозначны и непрерывны, в остальных не удаётся избежать разрыва (скачка) времени при обходе окружности. Если же не все лоренцевы системы отсчёта равноправны, то мысленный эксперимент с посылкой информационного сигнала в собственное прошлое не получается таким же, как в бесконечном пространстве. Это замечание не означает доказательства того, что фронт тахионной волны действительно может распространяться в этой ситуации быстрее света, а всего лишь ставит под сомнение теоретическое ограничение, связанное с упомянутым мысленным экспериментом.
Довольно интересно, что исследование тахионных полей на компактных пространствах (размер которых может быть в принципе как микроскопически мал, так и космологически велик) позволяет по крайней мере отчасти решить и проблему неустойчивости: если «масса» тахионного поля достаточно мала, оно оказывается устойчивым на компактном пространстве, так как в таком пространстве не помещаются волны, настолько длинные, чтобы быть неустойчивыми. При столь малой, чтобы избежать неустойчивости, массе и при доступных в этом случае пространственных частотах групповая скорость тахионных волн будет очень мало (возможно, практически неопределимо) отличаться от скорости света.

## Тахионы в различных теориях
В первоначальных вариантах теории струн (в теории бозонной струны) в спектре масс частиц появлялся тахион в качестве основного вакуумного состояния струны. Хотя это не является противоречием — просто вакуумное состояние нестабильно — его наличие является основанием для модификаций струнных теорий. Однако иногда такая модификация делается путём анализа самого тахионного состояния. Так, сравнительно недавно появилась достаточно содержательная работа, рассматривающая спонтанное нарушение симметрии при распаде тахионного состояния в теории бозонной струны.
Во многих современных теориях, включающих спонтанное нарушение симметрии (например, включающие механизм Хиггса как он включён в Стандартную модель), присутствуют поля, которые можно назвать в определённом смысле тахионными. Однако обычно такие поля имеют свойства тахионных лишь в области неустойчивости, имея и точки устойчивого равновесия («конденсат»), таким образом, можно считать их не соответствующими первоначальному понятию тахиона и тахионного поля, подразумевающему отсутствие минимумов потенциала, и модифицирующими само понятие тахиона. Однако современное словоупотребление обычно не считается с такими тонкими различиями; при этом само употребление слов тахионная конденсация (или просто конкретное описание вида потенциала) однозначно даёт понять, о чём идёт речь.